# آدام وارتون
آدام وارتون (انگلیسی: Adam Wharton؛ زادهٔ ۶ فوریهٔ ۲۰۰۴) بازیکن فوتبال اهل انگلستان است که در حال حاضر برای باشگاه فوتبال کریستال پالاس بازی می‌کند. 
وی همچنین در تیم‌های ملی فوتبال زیر ۱۹ سال انگلستان، زیر ۲۰ سال انگلستان، و زیر ۲۱ سال انگلستان بازی کرده است.